# CD Everest
Círculo Deportivo Everest – ekwadorski klub piłkarski z siedzibą w mieście Guayaquil.

## Osiągnięcia

### Krajowe
- Serie A

| zwycięstwo (1):     | 1962 |
| drugie miejsce (0): | –    |

## Historia
Klub Everest założony został 2 lutego 1931 roku. W 1951 roku zainaugurowano mistrzostwa miasta Guayaquil. Pomimo tego, że w 1957 roku powołano ligę dla całego Ekwadoru (w której Everest grał od pierwszego sezonu), rozgrywki ligi Guayaquil trwały do roku 1967. Everest w rozgrywkach tej ligi zdobył po jednym razie tytuł wicemistrza i mistrza. Wychowankiem klubu był najsłynniejszy w dziejach Ekwadoru piłkarz Alberto Spencer, który w 1960 roku przeszedł do klubu  CA Peñarol. Wraz ze swym nowym klubem sięgał po najwyższe światowe trofea i do dziś jest najlepszym strzelcem w historii Copa Libertadores. W dwa lata później, choć bez Spencera, Everest osiągnął największy w swych dziejach sukces – mistrzostwo Ekwadoru. Jedyny start w Copa Libertadores zakończył się masakrą w dwumeczu z  CA Peñarol. Z nieznanych przyczyn Everest nie grał w pierwszej lidze w 1963 roku i w latach następnych. Ponownie w pierwszej lidze pojawił się w 1968 roku. W dwa lata później klub spadł do drugiej ligi. Do pierwszej ligi powrócił dopiero po 10 latach, jednak nie na długo, bo w 1983 roku spadł ponownie. Obecnie Everest gra w trzeciej lidze ekwadorskiej o nazwie Segunda Categoría.